# Cidaris caroliniana
Cidaris caroliniana är en svampart som först beskrevs av Ludwig David von Schweinitz, och fick sitt nu gällande namn av Elias Fries 1849. Cidaris caroliniana ingår i släktet Cidaris och familjen Helvellaceae.   Inga underarter finns listade i Catalogue of Life.